# Innisfil (Ontario)
Innisfil to miejscowość (ang. town) w Kanadzie, w prowincji Ontario, w hrabstwie Simcoe.
Powierzchnia Innisfil to 284,18 km².
Według danych spisu powszechnego z roku 2001 Innisfil liczy 28 666 mieszkańców (100,87 os./km²).